# Laplume

Laplume este o comună în departamentul Lot-et-Garonne din sud-vestul Franței. În 2009 avea o populație de 1.372 de locuitori.

## Evoluția populației
| An        | 1975  | 1982  | 1990  | 1999  | 2006  | 2009  |
| --------- | ----- | ----- | ----- | ----- | ----- | ----- |
| Populație | 1.101 | 1.081 | 1.042 | 1.205 | 1.327 | 1.372 |